# Stalne (Djankoi)
|  | Per a altres significats, vegeu «Stalne». |

Stalne (en (ucraïnès): Стальне) és un poble de la República Autònoma de Crimea a Ucraïna, que el 2014 tenia 1.125 habitants. Pertany al districte rural de Djankoi. Fins al 1948 la vila es deia Barín.